# 檸檬崖 (佛羅里達州)
檸檬崖（英語：Lemon Bluff）是位於美國佛羅里達州福祿喜雅縣的一個非建制地區。該地的面積和人口皆未知。

## 地理
檸檬崖的座標為29°50′46″N 81°06′36″W / 29.84611°N 81.11000°W，而該地的平均海拔高度為4米（即13英尺）。